# Chilia, Neamț
Chilia este un sat în comuna Bârgăuani din județul Neamț, Moldova, România.